# 16.ª etapa del Giro de Italia 2021
La 16.ª etapa del Giro de Italia 2021 tuvo lugar el 25 de mayo de 2021 entre Sacile y Cortina d'Ampezzo.
El recorrido inicial previsto por la organización de la carrera fue de 212 km siendo la etapa reina de la carrera, pasando por 4 puertos de montaña, tres de ellos de primera categoría (La Crosetta, Paso Fedaia y Paso Giau) y el cuarto puerto Paso Pordoi siendo este la Cima Coppi de la carrera. Sin embargo considerando las condiciones meteorológicas en las últimos 2 ascensos (Paso Pordoi y Paso Giau), la organización de la carrera (RCS Sport) aplicando el protocolo de clima extremo, optó por reducir el recorrido a un total de a 153 km quitando las ascensiones de Fedaia y Pordoi, de manera tal que el Paso Giau se convirtió en la nueva Cima Coppi de la carrera.
El ganador de la etapa fue el colombiano Egan Bernal, quien completó su segunda victoria en el Giro y afianzó la maglia rosa.

## Clasificación de la etapa
| Sacile - Cortina d'Ampezzo | etapa de montaña | (153 km) |

| \| Clasificación de la etapa \| Clasificación de la etapa \| Clasificación de la etapa \| Clasificación de la etapa \| Clasificación de la etapa \| \| Ciclista \| Ciclista \| Equipo \| Tiempo \| \| \| ------------------------- \| ------------------------- \| ------------------------- \| ------------------------- \| ------------------------- \| \| 1.º \| Egan Bernal \| Ineos Grenadiers \| 4 h 22 min 41 s \| \| \| 2.º \| Romain Bardet \| Team DSM \| + 27 s \| \| \| 3.º \| Damiano Caruso \| Bahrain Victorious \| + 27 s \| \| \| 4.º \| Giulio Ciccone \| Trek-Segafredo \| + 1 min 18 s \| \| \| 5.º \| Hugh Carthy \| EF Education-Nippo \| + 1 min 19 s \| \| \| 6.º \| João Almeida \| Deceuninck-Quick Step \| + 1 min 21 s \| \| \| 7.º \| Aleksandr Vlásov \| Astana-Premier Tech \| + 2 min 11 s \| \| \| 8.º \| Gorka Izagirre \| Astana-Premier Tech \| + 2 min 31 s \| \| \| 9.º \| Davide Formolo \| UAE Team Emirates \| + 2 min 33 s \| \| \| 10.º \| Tobias Foss \| Jumbo-Visma \| + 2 min 33 s \| \| |                  |                       |                 |
| |                  |                       |                 |
| Fuente: ProCyclingStats |                  |                       |                 |
| Clasificación de la etapa |                  |                       |                 |
| Ciclista | Ciclista         | Equipo                | Tiempo          |
| 1.º | Egan Bernal      | Ineos Grenadiers      | 4 h 22 min 41 s |
| 2.º | Romain Bardet    | Team DSM              | + 27 s          |
| 3.º | Damiano Caruso   | Bahrain Victorious    | + 27 s          |
| 4.º | Giulio Ciccone   | Trek-Segafredo        | + 1 min 18 s    |
| 5.º | Hugh Carthy      | EF Education-Nippo    | + 1 min 19 s    |
| 6.º | João Almeida     | Deceuninck-Quick Step | + 1 min 21 s    |
| 7.º | Aleksandr Vlásov | Astana-Premier Tech   | + 2 min 11 s    |
| 8.º | Gorka Izagirre   | Astana-Premier Tech   | + 2 min 31 s    |
| 9.º | Davide Formolo   | UAE Team Emirates     | + 2 min 33 s    |
| 10.º | Tobias Foss      | Jumbo-Visma           | + 2 min 33 s    |

## Clasificaciones al final de la etapa
- Las clasificaciones finalizaron de la siguiente forma:[2]

### Clasificación general(Maglia Rosa)
| \| Clasificación general \| Clasificación general \| Clasificación general \| Clasificación general \| Clasificación general \| \| Ciclista \| Ciclista \| Equipo \| Tiempo \| \| \| --------------------- \| ---------------------- \| --------------------- \| --------------------- \| --------------------- \| \| 1.º \| Egan Bernal \| Ineos Grenadiers \| 66 h 36 min 04 s \| \| \| 2.º \| Damiano Caruso \| Bahrain Victorious \| + 2 min 24 s \| \| \| 3.º \| Hugh Carthy \| EF Education-Nippo \| + 3 min 40 s \| \| \| 4.º \| Aleksandr Vlásov \| Astana-Premier Tech \| + 4 min 18 s \| \| \| 5.º \| Simon Yates \| BikeExchange \| + 4 min 20 s \| \| \| 6.º \| Giulio Ciccone \| Trek-Segafredo \| + 4 min 31 s \| \| \| 7.º \| Romain Bardet \| Team DSM \| + 5 min 02 s \| \| \| 8.º \| Daniel Felipe Martínez \| Ineos Grenadiers \| + 7 min 17 s \| \| \| 9.º \| Tobias Foss \| Jumbo-Visma \| + 8 min 20 s \| \| \| 10.º \| João Almeida \| Deceuninck-Quick Step \| + 10 min 01 s \| \| |                        |                       |                  |
| |                        |                       |                  |
| Fuente: ProCyclingStats |                        |                       |                  |
| Clasificación general |                        |                       |                  |
| Ciclista | Ciclista               | Equipo                | Tiempo           |
| 1.º | Egan Bernal            | Ineos Grenadiers      | 66 h 36 min 04 s |
| 2.º | Damiano Caruso         | Bahrain Victorious    | + 2 min 24 s     |
| 3.º | Hugh Carthy            | EF Education-Nippo    | + 3 min 40 s     |
| 4.º | Aleksandr Vlásov       | Astana-Premier Tech   | + 4 min 18 s     |
| 5.º | Simon Yates            | BikeExchange          | + 4 min 20 s     |
| 6.º | Giulio Ciccone         | Trek-Segafredo        | + 4 min 31 s     |
| 7.º | Romain Bardet          | Team DSM              | + 5 min 02 s     |
| 8.º | Daniel Felipe Martínez | Ineos Grenadiers      | + 7 min 17 s     |
| 9.º | Tobias Foss            | Jumbo-Visma           | + 8 min 20 s     |
| 10.º | João Almeida           | Deceuninck-Quick Step | + 10 min 01 s    |

### Clasificación por puntos(Maglia Ciclamino)
| Clasificación por puntos | Clasificación por puntos | Clasificación por puntos | Clasificación por puntos | Clasificación por puntos |
| Ciclista                 | Ciclista                 | Equipo                   | Puntos                   |                          |
| ------------------------ | ------------------------ | ------------------------ | ------------------------ | ------------------------ |
| 1.º                      | Peter Sagan              | Bora-Hansgrohe           | 135 pts                  |                          |
| 2.º                      | Davide Cimolai           | Israel Start-Up Nation   | 113 pts                  |                          |
| 3.º                      | Fernando Gaviria         | UAE Team Emirates        | 110 pts                  |                          |
| 4.º                      | Elia Viviani             | Cofidis                  | 86 pts                   |                          |
| 5.º                      | Egan Bernal              | Ineos Grenadiers         | 55 pts                   |                          |
| 6.º                      | Dries De Bondt           | Alpecin-Fenix            | 51 pts                   |                          |
| 7.º                      | Edoardo Affini           | Jumbo-Visma              | 50 pts                   |                          |
| 8.º                      | Umberto Marengo          | Bardiani CSF Faizanè     | 45 pts                   |                          |
| 9.º                      | Matteo Moschetti         | Trek-Segafredo           | 44 pts                   |                          |
| 10.º                     | Francesco Gavazzi        | Eolo-Kometa              | 42 pts                   |                          |

### Clasificación de la montaña(Maglia Azzurra)
| Clasificación de la montaña | Clasificación de la montaña | Clasificación de la montaña | Clasificación de la montaña | Clasificación de la montaña |
| Ciclista                    | Ciclista                    | Equipo                      | Puntos                      |                             |
| --------------------------- | --------------------------- | --------------------------- | --------------------------- | --------------------------- |
| 1.º                         | Geoffrey Bouchard           | AG2R Citroën Team           | 136 pts                     |                             |
| 2.º                         | Egan Bernal                 | Ineos Grenadiers            | 107 pts                     |                             |
| 3.º                         | Bauke Mollema               | Trek-Segafredo              | 53 pts                      |                             |
| 4.º                         | Lorenzo Fortunato           | Eolo-Kometa                 | 52 pts                      |                             |
| 5.º                         | Damiano Caruso              | Bahrain Victorious          | 35 pts                      |                             |
| 6.º                         | Giulio Ciccone              | Trek-Segafredo              | 34 pts                      |                             |
| 7.º                         | Dries De Bondt              | Alpecin-Fenix               | 30 pts                      |                             |
| 8.º                         | Jan Tratnik                 | Bahrain Victorious          | 26 pts                      |                             |
| 9.º                         | Romain Bardet               | Team DSM                    | 22 pts                      |                             |
| 10.º                        | Daniel Martin               | Israel Start-Up Nation      | 21 pts                      |                             |

### Clasificación de los jóvenes(Maglia Bianca)
| Clasificación del mejor joven | Clasificación del mejor joven | Clasificación del mejor joven | Clasificación del mejor joven | Clasificación del mejor joven |
| Ciclista                      | Ciclista                      | Equipo                        | Tiempo                        |                               |
| ----------------------------- | ----------------------------- | ----------------------------- | ----------------------------- | ----------------------------- |
| 1.º                           | Egan Bernal                   | Ineos Grenadiers              | 66 h 36 min 04 s              |                               |
| 2.º                           | Aleksandr Vlásov              | Astana-Premier Tech           | + 4 min 18 s                  |                               |
| 3.º                           | Daniel Felipe Martínez        | Ineos Grenadiers              | + 7 min 17 s                  |                               |
| 4.º                           | Tobias Foss                   | Jumbo-Visma                   | + 8 min 20 s                  |                               |
| 5.º                           | João Almeida                  | Deceuninck-Quick Step         | + 10 min 01 s                 |                               |
| 6.º                           | Attila Valter                 | Groupama-FDJ                  | + 16 min 23 s                 |                               |
| 7.º                           | Remco Evenepoel               | Deceuninck-Quick Step         | + 28 min 07 s                 |                               |
| 8.º                           | Lorenzo Fortunato             | Eolo-Kometa                   | + 37 min 07 s                 |                               |
| 9.º                           | Alessandro Covi               | UAE Team Emirates             | + 1 h 12 min 05 s             |                               |
| 10.º                          | Einer Rubio                   | Movistar Team                 | + 1 h 16 min 31 s             |                               |

### Clasificación por equipos"Súper team"
| Clasificación por equipos | Clasificación por equipos | Clasificación por equipos | Clasificación por equipos |
| Equipo                    | Equipo                    | Tiempo                    |                           |
| ------------------------- | ------------------------- | ------------------------- | ------------------------- |
| 1.º                       | Trek-Segafredo            | 8 min 30 s                |                           |
| 2.º                       | Ineos Grenadiers          | + 6 min 46 s              |                           |
| 3.º                       | Team BikeExchange         | + 26 min 12 s             |                           |
| 4.º                       | Jumbo-Visma               | + 29 min 06 s             |                           |
| 5.º                       | Movistar Team             | + 42 min 48 s             |                           |
| 6.º                       | EF Education-Nippo        | + 46 min 27 s             |                           |
| 7.º                       | Team DSM                  | + 52 min 08 s             |                           |
| 8.º                       | Astana-Premier Tech       | + 53 min 20 s             |                           |
| 9.º                       | Bahrain Victorious        | + 1 h 03 min 44 s         |                           |
| 10.º                      | Deceuninck-Quick Step     | + 1 h 09 min 43 s         |                           |

## Abandonos
- Thomas de Gendt no tomó la salida por problemas en una rodilla.[3]
- Sébastien Reichenbach no completó la etapa por problemas físicos debido a una caída el día anterior.[4]